# Gus Rodríguez
Gustavo «Gus» Rodríguez (Ciudad de México, 27 de mayo de 1958-Ciudad de México, 11 de abril de 2020) fue un publicista, periodista, escritor, actor, guionista, productor, jugador de videojuegos, director y conferencista mexicano.

## Biografía

### Juventud
De acuerdo al mismo Rodríguez, su gusto por los videojuegos comenzó en 1976 con el NESA PONG. Posteriormente, consiguió una consola Intellivision y se aficionó a los juegos de Burgertime y Night Stalker además de intercambiar juegos con su amigo y futuro socio, José Sierra.
Después, en 1988, bajo sugerencia de su amigo José Sierra, Gus compraría en un supermercado una consola de Nintendo con títulos como Super Mario Bros., Duck Hunt y Legend of Zelda, siendo este último su favorito de todos los tiempos y el que marcaría su acercamiento a los juegos de esta compañía.
Antes de empezar a estudiar publicidad, Rodríguez consumió por primera y única vez marihuana, pero decidió no volver a hacerlo porque prefería tener la certeza de que las ideas que tuviera para publicidad fueran producto de su propia creatividad y no debido a los efectos de la sustancia.

### Publicidad
Rodríguez comenzó a estudiar Publicidad en 1977 en el Centro de Estudios de Ciencias de la Comunicación. Tras graduarse, fundó la agencia de publicidad Network Publicidad junto con el también publicista José «Pepe» Sierra. Network Publicidad llegó a contar entre sus clientes con Chocolates la Azteca, las divisiones mexicanas de Berol y Casio, y el organismo gubernamental de Pronósticos para la Asistencia Pública, para la cual crearon la campaña masiva de sorteos Melate.
Uno de los clientes de la agencia, el empresario Jorge Nogami, decidió probar suerte importando videojuegos a México, y a finales década de 1980 se preparó para abrir una tienda oficial de Nintendo en la Ciudad de México.
Nogami solicitó publicidad para dar a conocer la tienda de Nintendo y esto propició la entrada de Rodríguez en temas del mundo de los videojuegos de una manera más profesional. Debido a que el público de estos productos era muy específico, Rodríguez y Sierra optaron por lanzar un boletín semanal dedicado a los productos de Nintendo y a otros videojuegos en general, este boletín pasaría a ser publicado quincenalmente y era de distribución gratuita.

### Club NintendoyNintendomanía
Fue pionero en las publicaciones de revistas sobre videojuegos en lengua castellana, siendo más conocido por fundar la revista mensual Club Nintendo en 1991 junto con Pepe Sierra. Esta revista fue un paso fundamental tanto para la publicidad de los productos de Nintendo como también para darle visibilidad a la cultura del videojuego en México.
Asimismo, esta publicación le permitía a Gus y a otros miembros del personal viajar a eventos como la Feria de Electrónica de Consumo y la E3. Debido a esto, Teruhide Kikuchi, entonces representante de Nintendo en México, le sugirió a Gus y a Pepe Sierra la creación de un programa televisivo que serviría como una extensión de la revista, este programa se llamaría Nintendomanía, que sería emitido en TV Azteca de 1995 hasta el año 2000. Nintendomanía marcaría a toda una generación de videojugadores en México y en otros países de habla hispana.

### Guionista y comediante
Luego de ayudar a escribir un guion para un evento que tuvo un buen recibimiento, Rodríguez colaboró con la comediante Anabel Ferreira y entró en contacto con el comediante Eugenio Derbez. En 1991 Derbez participó en el programa La movida de la actriz y presentadora Verónica Castro, y Rodríguez, junto con José Sierra; ayudó a escribir material para Derbez. Esto marcó el inicio de la relación laboral entre los tres: Derbez con Sierra y Rodríguez como guionistas.
Como guionista, Gus Rodríguez quizás es mejor recordado por sus guiones y apariciones en los programas de Eugenio Derbez, como Al derecho y al Derbez, Derbez en cuando, XHDRBZ y La familia P. Luche.
En XHDRBZ interpretó a Simón Paz para el segmento humorístico «Las 5 herencias».
De acuerdo a Eugenio Derbez, Rodríguez fue cocreador del personaje de «Armando Hoyos» (durante la su participación en el programa de La movida) además de otros personajes.
En la segunda mitad de la primera década del siglo XXI, Rodríguez estuvo a cargo de la dirección del programa Vecinos.
Rodríguez también colaboró en la sección de humor del noticiero Primero noticias junto con el periodista Carlos Loret de Mola.

### Doblaje, traducción y adaptación de guiones
Rodríguez trabajó en el medio del doblaje latinoamericano como traductor de guiones y doblando voces adicionales. En este ámbito, destacó su trabajo de adaptación del guion de la película Ralph el Demoledor y del videojuego Assassin's Creed Syndicate.

### Otros trabajos
Rodríguez también se dedicó a impartir conferencias. Una de las conferencias relativa el tema de creatividad se titulaba «Cómo nosurgen las ideas».

### Fallecimiento
Rodríguez fue diagnosticado con mesotelioma en octubre de 2019. Dicha enfermedad, le costó perder uno de sus pulmones y también lo afectó físicamente perdiendo masa muscular como consecuencia por lo cual estaba sometido a diversos tratamientos; desafortunadamente, el tratamiento contra su enfermedad provocó que desarrollase una alergia que finalmente le costó la vida, falleciendo en la Ciudad de México el 11 de abril de 2020 en compañía de sus familiares cercanos. Contaba con sesenta y un años.
De acuerdo al hijo de Rodríguez, Javier Rodríguez Ávila, su padre le confesó haber dejado notas en su teléfono móvil con instrucciones a seguir en caso de fallecer.
Las instrucciones de Gus Rodríguez en su celular incluían heredar algunos de los videojuegos de su colección personal a amigos cercanos, esparcir sus cenizas en el Santuario de las Luciérnagas del estado mexicano de Tlaxcala y un audio dedicado a sus fanes a manera de última voluntad en el que solicitaba:

Les voy a pedir, y a suplicar, que le hagan un favor, una buena acción a quien sea; al primer niño que pase, al que necesite ayuda en el hospital, pero, [que] al recordarme, que hagan una buena acción; sin llegar a caer en una cadena de favores, pero, en promesa con el crisantemo, que le hagan un favor a alguien que lo necesite.

Javier Rodríguez Ávila manifestó sus intenciones de mantener activas las cuentas de redes sociales de Gus Rodríguez y trabajar en un homenaje a su padre. Adicionalmente, la familia también dio a conocer que algunas de las pertenencias personales de Rodríguez serán subastadas y lo recaudado será donado a una fundación dedicada al combate contra el mesotelioma.

## Vida personal
Rodríguez consideraba entre sus influencias a los comediantes Chevy Chase y Leslie Nielsen, este último por sus películas de humor absurdo de Airplane! y The Naked Gun (conocidas en Hispanoamérica como ¿Y dónde está el piloto? y ¿Y dónde está el policía?, respectivamente).
También gustaba del teatro, dibujar y series de televisión, refiriendo a The Big Bang Theory como una de sus favoritas debido a que los escritores se habían dado a desarrollar varias versiones del mismo personaje arquetípico (en este caso, el nerd) cuando con solo uno pudo bastar para hacer una comedia; además de cómo el guion se mantenía fiel a los personajes.
De acuerdo a su hijo Javier, Gus Rodríguez tenía la costumbre de hacer retratos de conocidos que habían fallecido unos días después de enterarse de su muerte. Entre las instrucciones que Rodríguez dejó en caso de fallecer, su hijo encontró autorretratos que el mismo Gus se había hecho al enterarse de su diagnóstico de cáncer. Posteriormente, dichos retratos fueron publicados en la cuenta personal de Instagram de Rodríguez.

## Reconocimiento
Luego de que el comediante Eugenio Derbez diera a conocer en su cuenta personal de Twitter el fallecimiento de Gus Rodríguez, se generaron tantos comentarios que la noticia se volvió tendencia en dicha red social.
En su mensaje, Derbez reconocía de Rodríguez que:

Gus me acompañó en todo el inicio de mi carrera. Sin él y sin su talento, no sería lo que ahora soy.

La conductora de televisión y compañera de Gus Rodríguez en Nintendomanía Maggie Hegyi también publicó un mensaje en su cuenta de Twitter agradeciendo los inicios de su carrera:

Gus querido: gracias por tus enseñanzas, tu apoyo incondicional, tu creatividad, generosidad y sobre todo tu amistad. Un abrazo hasta el cielo y mi amor para tus hijos. ♥️. Los Nintendomaniacos te vamos a extrañar. QEPD, maestro Gus Rodríguez.

Los actores Lalo España y Danny Perea también dieron a declaraciones por la muerte de Rodríguez.
Mientras España recordó de la personalidad de Gus Rodríguez:

[Era] un niñote. Era un juguetón, en las comidas con él y Eugenio [Derbez] era una competencia para ver quién tenía el mejor chiste [...] Estaba en mil trabajos, de pronto llegaba entusiasmado porque ya hacía cine, le daban a tropicalizar películas.

Perea comentó sobre cómo mejoró en videojuegos gracias a Rodríguez y su estilo de dirección:

Por ejemplo, yo no sabía volar [con un personaje de videojuegos] y con sus consejos lo logré. Gustavo era un oasis en todo eso. [...] Era alguien con mucha creatividad y humor todo el tiempo, con gran calidez humana. [...] Llegó a dirigir algunos episodios de Vecinos y su manera de hacerlo era muy pedagógica, nada impositiva, todo era relajado. [...] Lo que sí recuerdo es que confió en mí y eso lo agradezco mucho.

Tanto España como Perea participaron en la serie cómica Vecinos, que fue dirigida por Rodríguez.
Por su parte, los comediantes y youtubers Chumel Torres y Franco Escamilla publicaron tuits reconociendo la influencia de Rodríguez en la comedia. El tuit de Escamilla leía:

QEPD el maestro Gus
Mis condolencias a su familia y mi más sentido pésame a  la comedia.
Ya te extrañamos, genio.

Mientras que Torres publicó dos tuits con fotos en las que aparecía con Rodríguez. El primero de ellos leía:

Esto sembraste, Gus.
La comedia es tu legado.
Nos veremos en el próximo nivel.
Estamos en contact, amado Gus Rodríguez.

El tuit posterior de Torres agregaba:

Todos aprendimos de ti.
estoy seguro que San Pedro, a la entrada, te pidió que le firmaras su primer ejemplar de Nintendomanía.
Esto no es game over, es un continúe.
Estamos en contact. Amado Gus Rodríguez.

El actor Édgar Vivar (famoso por sus interpretaciones del señor Barriga y Ñoño en El Chavo del 8) expresó su profundo pesar e incredulidad ante la pérdida de Rodríguez, con quién mantuvo una amistad muy cercana. Refiriéndose a su último deseo, Vivar dijo en Twitter, junto con una foto de unas flores de su jardín:

Gus...  no podré ir a despedirte,
Me quedo con ganas de seguir charlando contigo en nuestros desayunos «literarios» 
Pediste un crisantemo, espero de tu buen humor no te importe que te envíe esta flor de mi jardín.
Ahí va mi profundo dolor
Estoy devastado amigo
No lo puedo creer.

En su mensaje de pésame, el periodista Carlos Loret de Mola anotó la participación de Rodríguez en el ámbito infomativo.

Descanse en paz el siempre sonriente Gus Rodríguez. Tuve el privilegio de que colaboráramos juntos durante años en Primero noticias en la sección de humor político con Pierre Angelo.

Entre otras celebridades mexicanas que también extendieron sus mensajes de pésame por la muerte y reconocimiento por la carrera de Gus Rodríguez se contaban el actor de doblaje Mario Castañeda, el comediante Ricardo O'Farrill, el conductor Claudio Rodríguez Medellín y el actor Arath de la Torre.
En cuanto a instituciones, la Federación Mexicana de Esports publicó un mensaje de pésame y reconocimiento en sus redes sociales que leía:

En la Federación Mexicana de Esports lamentamos la pérdida irreparable de Gus Rodríguez, excelente ser humano, padre, abuelo y amigo, pionero del movimiento gamer en México y parte fundamental de la creación y consolidación de la FEMES. Le mandamos un abrazo a toda su familia, QEPD.

Finalmente, el actor Charles Martinet (voz de Mario, Luigi, Wario y Waluigi) publicó un emotivo mensaje en español donde le dedicó unas palabras a través de su cuenta oficial de Twitter:

Estoy lleno de lágrimas y tristeza. Duele. El mundo ha perdido a un gran hombre, y todos los jugadores y fanáticos de Gus hemos perdido a nuestro querido amigo. Te extrañaré, Gus, y recordaré tu gracia. Adiós amigo. #GusRodríguez

## Influencia y legado
Gus Rodríguez fue un pionero en la industria del videojuego en Latinoamérica, y una inspiración para muchos de sus lectores, los cuales continúan recordándolo con diversas expresiones de afecto en redes sociales; en 2023, algunos usuarios en Facebook difundieron la teoría de que el videojuego Super Mario Bros. Wonder incluyó una referencia a Gus mediante una de sus frases célebres, "Gustazo".

## Trabajos en la televisión
| Televisión | Televisión               | Televisión          | Televisión |
| Año        | Título                   | Rol                 | Notas |
| ---------- | ------------------------ | ------------------- | --- |
| 1993-1995  | Al derecho y al Derbez   | Narrador            | Además de ser el narrador del programa fue escritor del mismo |
| 1995-2000  | Nintendomanía            | Conductor           | Programa de videojuegos enfocado en las consolas de Nintendo |
| 1998-1999  | Derbez en cuando         | Simón Paz           | Además de actuar en el programa fue escritor del mismo |
| 1999       | Ventaneando              | Paty Chapoy         | Además de actuar en él fue guionista de este |
| 1999-2000  | Va de nuez en cuando     | Simón Paz           | Repetición de Derbez en cuando con sketches viejos y nuevos; se estrenó una semana después de haber finalizado Derbez en cuando |
| 2002-2004  | XHDЯBZ                   | Simón Paz, narrador | Además de actuar en el programa fue escritor del mismo |
| 2002-2011  | La familia P. Luche      | Escritor            | Episodio: «Big P.Luche» (2003), pero en realidad si fue escritor del programa desde el 2002 hasta su final en 2011 |
| 2005-2010  | Vecinos                  | Dirección           | Director del programa |
| 2014-2015  | Power Up! Gamers         | Conductor           | Programa parecido al Nintendomanía, igual conducido por Gus, pero enfocado a Nintendo, Xbox y PlayStation, patrocinado por la tienda Gamers y transmitido or Foro TV |
| 2015       | Zero Control             | Conductor           | Programa parecido a Nintendomanía y Power Up! Gamers enfocado en las tres consolas (Nintendo, Microsoft y Sony), junto con su hijo Javier y Densho, con un formato muy parecido al programa anterior pero sin el patrocinio de la tienda Gamers, transmitido por Telehit                                                                                             |
| 2016       | E-Sports de Zero Control | Conductor           | Programa parecido a Nintendomanía, Power Up! Gamers y Zero Control, enfocado en las tres consolas (Nintendo, Microsoft y Sony), continuación del anterior, junto con su hijo Javier y Densho, con un formato muy parecido al programa anterior pero enfocado en los E-Sports y con duración de una hora sin perder lo que se tenía del anterior, transmitido por TDN |
| 2018-2019  | Simón dice               | Productor asociado  | Productor asociado de la serie producida por Pedro Ortiz de Pinedo durante sus dos temporadas. |
| 2019-2020  | Game-Volution            | Conductor           | Programa que hace reseña de la evolución de diferentes videojuegos de toda la historia, al programa van diferentes invitados que acompañaban a Gus en cada episodio, el programa fue transmitido por el canal BitMe de Televisa |
| 2019-2020  | Retro Game               | Conductor           | Programa donde se hace énfasis a los videojuegos de la época dorada, donde cada programa hay un nuevo invitado que llegara a desafiar a Gus, el programa fue transmitido por el canal BitMe de Televisa |